# I've Been Expecting You
Albums de Robbie Williams
Life thru a Lens
(1997) Sing When You're Winning
(2000)
I've Been Expecting You est le second album solo de Robbie Williams.

## Titres
1. Strong (04:38)
2. No Regrets (05:10)
3. Millennium (04:05)
4. Phoenix From the Flames (04:02)
5. Win Some, Lose Some (04:18)
6. Grace (03:11)
7. It's Only Us (02:52)
8. Heaven From Here (03:05)
9. Karma Killer (04:26)
10. She's the One (04:26)
11. Man Machine (03:34)
12. These Dreams (05:08)
13. Stand Your Ground (02:59) (Caché)
14. Stalker's Day Off (I've Been Hanging Around) (03:30) (Caché)

La version originale de l'album contenait à l'origine la chanson Jesus in a Camper Van en piste n°7. Celle-ci a été retirée de l'album pour des raisons juridiques et remplacée par It's Only Us.

### Extraits officiels
- Millennium
- No Regrets
- Strong
- She's the One / It's Only Us